# Lepidium rubtzovii
Lepidium rubtzovii är en korsblommig växtart som beskrevs av I.T. Vassilczenko. Lepidium rubtzovii ingår i släktet krassingar, och familjen korsblommiga växter. Inga underarter finns listade i Catalogue of Life.